# Виктор Григорович
Виктор Иванович Григорович (Балта, 30. април 1815 — Елисаветград, 19. децембар 1876) — руски слависта, фолклориста, књижевни критичар, историчар и новинар, један од зачетника славистике у Руском царству.

## Младост и образовање
Виктор Григорович је рођен 10. априла 1815. године у Балти, Украјина, где је његов отац служио у војсци. Његова мајка је била пољска католкиња.
Студирао је у Балти и Уману у Базилијанској школи, касније уписао Универзитет у Харкову. После дипломирања, четири године је живео у Дорпту, где је студирао филозофију и класичну филологију.
Године 1839. Григорович је позван на Казањски универзитет на новоотворени одсек за словенске језике. Године 1840. на факултету се представио кандидатским есејем под насловом „Истраживања о црквенословенском језику“, у коме се залаже за панонску теорију о пореклу старословенског језика. Потом је отпутовао у иностранство, а по повратку је положио мајсторски испит и објавио дисертацију под насловом „Искуство у представљању словенске књижевности у њеним најзначајнијим епохама“. Ово је, према Ивану Котљаревском, био „први научни есеј у Русији о словенској књижевности са становишта словенске узајамности“, где су упоредо разматране не само руска и пољска књижевност, већ и књижевне чињенице из живота таквих народности. упоређивани су, за шта књижевност до тада није била призната.
Од 1842. до 1863. Григорович је био професор на Катедри за словенске књижевности на Казанском универзитету.

## Путовања по Османском Балкану
Григорович је био један од првих научника који је проучавао археологију, етнографију и историју Јужних Словена. Између 1844. и 1847. направио је двоипогодишњу турнеју по османском Балкану, сакупивши многа дела јужнословенске и црквенословенске књижевности. Током свог путовања пронашао је вредне средњовековне рукописе које је однео у Русију. За проучавање историје балканских Словена у више радова умногоме се ослањао на неке византијске изворе. Григорович је објавио збирку своје славистике у „Прегледу путовања по европској Турској”. Његова књига је објављена у Научним белешкама Казанског универзитета 1848. године, помажући руској јавности да боље упозна јужнословенске народе.

## Универзитети у Москви, Казању и Одеси
1849. Григоровичева активност у Казању прекинута је његовим преласком у Москву, заменивши Осипа Бођанског. На Московском универзитету, који му је донекле био наметнут, осећао се веома непријатно и скоро да није држао предавања. Користећи своју драгоцену збирку рукописа, коју је донео из словенских земаља и са Свете Горе, пробудио је интересовање за палеографију код Фјодора Буслајева и других младих научника.
Григорович се вратио у Казањ, а од 1854. до 1856. године, поред универзитета, предавао је словенску палеографију у Казанској богословији. Године 1865. постављен је за професора на новоотвореном Царском новом руском универзитету у Одеси.

## Смрт
Године 1876. Григорович је дао оставку и преселио се у Елисаветград, одакле је планирао да путује у све крајеве јужне Русије, али је 19. децембра 1876. изненада умро. Његови студенти и поштоваоци почели су да прикупљају донације за изградњу споменика на Царском Новоросијском универзитету.